# ウカシュ・ヤニク
ウカシュ・ヤニク（Lukasz Janik、波: Łukasz Janik、1985年12月17日 - ）は、ポーランドのプロボクサー。イェレニャ・グラ出身。

## 来歴
2006年12月16日、ヤニクはプロデビューを果たし3回TKO勝ちを収めた。
2007年8月18日、ベルリンのマックス・シュメリング・ハレでラシード・エル・ハダクと対戦し6回2-0(60-57、58-56、58-58)の判定勝ちを収めた。
2008年3月29日、ジャン・クラウデ・ビコイと対戦し6回3-0(2者が60-54、60-56)の判定勝ちを収めた。
2009年5月2日、マルセル・エルテールと対戦し2回終了時エルテールの棄権によるTKO勝ちを収めた。
2009年6月20日、シルビオ・メイネルと対戦し2回終了時メイネルの棄権によるTKO勝ちを収めた。
2009年10月24日、マテウシュ・マステルナクと対戦し初黒星となる5回2分30秒TKO負けを喫した。
2010年4月24日、マンタス・タルビダスと対戦し2回2分37秒TKO勝ちを収めた。
2010年5月15日、ミケーレ・デ・メオと対戦し4回1分52秒KO勝ちを収め王座獲得に成功した。
2010年6月12日、ガボール・ハラズスと対戦し8回3-0(3者共に80-72)の判定勝ちを収めた。
2010年10月23日、プリンス・アンソニー・ルケジと対戦し初回2分40秒KO勝ちを収めた。
2011年4月2日、クリスチャン・ドルザネーリとWBCバルチッククルーザー級シルバー王座決定戦を行い2回1分14秒KO勝ちを収め王座獲得に成功した。
2012年9月22日、ローマン・クラシクと対戦し2回2分6秒KO勝ちを収めた。
2013年3月23日、ラース・ブッチホズと対戦し10回3-0(3者共に100-90)の判定勝ちを収めた。
2013年11月2日、ニューヨークマディソン・スクエア・ガーデンで元WBO世界クルーザー級暫定王者のオラ・アフォラビとIBO世界クルーザー級王座決定戦を行い12回0-2(111-117、113-115、114-114)の判定負けを喫し王座獲得に失敗した。
2014年6月28日、リコ・ホイと対戦し10回3-0(98-93、98-92、97-94)の判定勝ちを収めた。
2014年12月5日、フランコ・ラウル・サンチェスと対戦し7回47秒TKO勝ちを収めた。
2015年5月22日、モスクワでWBC世界クルーザー級王者グリゴリー・ドロストと対戦したが9回50秒TKO負けを喫し王座獲得に失敗した。

## 獲得タイトル
- WBCバルチッククルーザー級王座